# Instructables
Instructables este un site specializat în proiectele realizate de utilizator și încărcate, pe care alți utilizatori pot să le comenteze și să le evalueze pentru calitate. A fost creat de Eric Wilhelm și Saul Griffith și lansat în august 2005. Instructables este dedicat colaborării pas cu pas a membrilor pentru a construi o varietate de proiecte. Utilizatorii postează instrucțiuni pentru proiectele lor, de obicei, însoțite de ajutoare vizuale, și apoi interacționează prin secțiunile de comentarii, fiecare pas instructiv, precum și în forumuri de subiect.

## Istoric
După ce au absolvit Laboratorul Media la MIT, Wilhelm și Griffith au fondat compania Squid Labs, o companie de inginerie și tehnologie specializată în proiectare și consultanță. Instructables a început ca un proiect intern Squid Labs, care ulterior a fost desemnat ca o companie independentă cu Wilhelm în calitate de CEO. Wilhelm contribuie în mod regulat la site.
O versiune prototip a site-ului, completată cu conținutul inițial de produse electronice, gătit, kiting și biciclete, a fost lansată în august 2005 la conferința O'Reilly Foo Camp.
Conținutul inițial s-a concentrat, în principal, pe proiecte cum ar fi construirea de dispozitive electronice sau mecanice pentru a rezolva probleme comune în jurul casei. Scopul proiectului a fost extins pentru a include o gamă mai largă de categorii, inclusiv Food, Living, Outside, Tech, Play și Workshop. Categoriile sponsorizate sunt uneori adăugate pentru companii, pentru a face publicitate unui anumit subiect pe site.
Site-ul permite încărcarea de fotografii, diagrame, video și animație, pentru a explica terminologia și mecanismele complexe în termeni clari și ușor de înțeles. 
Instructorii folosesc un personal cu normă întreagă și au, de asemenea, un grup de voluntari, care prezintă articole bine documentate, întâmpină noi utilizatori și ajută în jurul site-ului.

## Comunitatea
Odată înregistrat, membrii pot crea instrucțiuni, care sunt descrieri pas cu pas, ale proiectelor pe care doresc să le partajeze online. Acestea sunt scrise astfel încât să le permită, cu ușurință, altor membri să reproducă și să împartă cu restul comunității. Membrii pot, de asemenea, încărca videoclipuri și prezentări de diapozitive, reprezentând un proiect pe care nu l-au documentat.
Concursurile se desfășoară în fiecare lună, fiecare având o categorie unică. Oamenii votează pentru intrări într-o competiție specifică pe care ei o consideră de bună calitate și premiile sunt acordate câștigătorilor. Un concurs sponsorizat de instructori va acorda, de obicei, tricouri, patch-uri și autocolante, dar, adesea, premiile mai extravagante se acordă pe baza disponibilității sponsorului.
A fost adăugată o funcție de forum pentru ca membrii să posteze idei, întrebări, discuții, solicitări de ajutor și multe alte lucruri. Mai târziu, a fost lansat și un sistem special de întrebări și răspunsuri.
La 1 august 2011, Autodesk a anunțat achiziționarea Instrucables. 
Autodesk a lansat aplicația oficială de instrucțiuni pentru dispozitivele iOS pe 11 ianuarie 2013. Aplicația permite utilizatorilor să creeze și să publice instrucțiuni de pe dispozitivele mobile, precum și să vizualizeze alte instrucțiuni. Ulterior, a fost lansată o aplicație similară pentru dispozitivele Android și dispozitivele Windows.

## În presă
Instrumentele de manevră au fost profilate în Make, Village Voice, Popular Science, Daily Telegraph și PC World. De asemenea, a fost acordată atenția pentru National Public Radio (NPR). 

## Pro membru
În iunie 2009, Instructables a introdus un cont de membru "Pro" pentru aproximativ 2 până la 4 dolari pe lună. Membrii Pro au devenit rapid controversați atunci când multe dintre caracteristicile de membru au fost limitate la membrii Pro, în timp ce unele caracteristici noi au fost puse la dispoziție exclusiv membrilor Pro. Utilizatorii pot beneficia gratuit de calitatea de membru Pro, timp de 3 luni, prin prezentarea conținutului lor. În cazul în care conținutul atinge pagina de pornire sau câștigă un premiu într-un concurs, ei pot obține un membru gratuit de Pro un an.